# Pigmeat
Pigmeat was een Fries folkduo, bestaande uit Jan Seunnenga en Sytse Haima, vooral bekend door hun "straatmuzikantenstijl". De naam ontleende het duo aan een nummer van de Amerikaanse folk- en blueszanger Leadbelly.
Seunnenga en Haima, beiden afkomstig uit de Friese punkband Kobus gaat naar Appelscha, begonnen Pigmeat in 1989. Aanvankelijk maakte het duo Engelstalige en instrumentale muziek. De cd  't Aardse Juk (1998) was de eerste productie in hun moedertalen; Seunnenga schreef teksten in het Nederlands en Haima in het Fries. Het meest spraakmakende nummer was Blonde Alien (2006) over Geert Wilders.
In 2008 maakte Pigmeat bekend ermee te stoppen. Van het afscheidsconcert, op 21 maart 2009 in Irnsum werden opnames gemaakt en op dvd uitgebracht. Seunnenga ging als Jankobus Seunnenga verder met het project 'Uit Angst Voor De Holheid'. Sytse Haima ging verder zowel solo als met het feesttrio De Suskes.
In Friesland is de band vooral legendarisch vanwege het nummer "'saw the light', een hoogtepunt bij ieder optreden. 
De groep bespeelde onder meer de kuttepiel, een slaginstrument met onder anderen tamboerijnschellen, dat door hen zelf gefabriceerd was.

## Discografie
- Pigmeat (1989)
- Drinking From The Fountain (1990)
- Ugly & Slouchy (1991)
- Oomph! (1993)
- Ditties From Granny's Days (1994)
- Shiny Shoes (1997)
- 't Aardse Juk (1998)
- 24 Vette Hits (2000)
- Joadelahidihido! & …Hop!Hop! (2005)

## Dvd's
| Dvd's met hitnoteringen in de Nederlandse Music Top 30 | Datum van verschijnen | Datum van binnenkomst | Hoogste positie | Aantal weken | Opmerkingen |
| ------------------------------------------------------ | --------------------- | --------------------- | --------------- | ------------ | ----------- |
| U wordt bedankt!                                       | 2009                  | 04-07-2009            | 9               | 15           |             |